# Podocarpus costaricensis
Podocarpus costaricensis là một loài thực vật hạt trần trong họ Thông tre, được tìm thấy ở Costa Rica và Panama. Loài này được de Laub. miêu tả khoa học đầu tiên năm 1990 publ. 1991.